# Альфьери, Оджерио
Одже́рио Альфье́ри (итал. Ogério Alfièri, лат. Ogerius Alfèrius; не позже 1230, Асти — 1294 или 1295, там же) — итальянский хронист, нотариус и архивариус городской коммуны Асти (Пьемонт), автор «Хроники города Асти» (лат. Chronica civitatis Astensis). Один из первых известных по имени итальянских историков-архивистов.

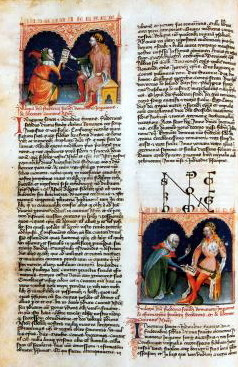
Император Фридрих II дарует привилегии городу Асти (1248). Миниатюра из «Астианского кодекса», XIV в.

## Биография
Родился между 1210 и 1230 годами, как это следует из документов городского архива Сан-Мартино-Альфьери. Выходец из одного из знатнейших дворянских гибеллинских родов города, происходившего из Момберчелли (Пьемонт), представители которого упоминаются в документах с 1149 года. В частности, известны Гульельмо и Альфьерио Альфьери, богатые торговцы и землевладельцы, в первой половине XIII века принадлежавшие к местной городской элите.
В 1260-х годах служил в Асти нотариусом по торговым сделкам. В 1277 году, согласно документам местного архива, вместе с родными и двоюродными братьями, передал городу родовые владения в Момберчелли, в обмен на торговые привилегии для своей родни. В том же году участвовал в конфискации и продаже земель в Приокке, принадлежащих семьям Одескальки, Матарацци и Обауди, сражавшихся против Карла Анжуйского.
C мая по сентябрь 1287 года по распоряжению городской коммуны вёл разыскания, направленные на подтверждение прав Асти на владения в Приокке, подготовив все необходимые для этого документы. В 1288 году получил неограниченные полномочия от города, чтобы подтвердить юрисдикцию Асти над Момберчелли, Бельвельо и другими замками; в 1290 году подписал там двадцать девять соглашений, приняв от тамошних жителей присягу на верность и предоставив им гражданство. В том же году от имени городских властей подписал пятнадцать контрактов в Коссано-Бельбо.
В 1291 году, по словам продолжателя его хроники Гульельмо Вентура, ему поручено было охранять роскошный шатёр (лат. Tentorium magnum) маркграфа Вильгельма VII Монферратского, захваченный у него астийцами во время войны за Алессандрию и торжественно доставленный в город на двадцати парах волов.
Завоевав немалый авторитет у городских властей, добился важных общественных должностей, в частности, с 1292 года был одним из четырёх советников (лат. sapiens), а с 1293 года — сакристием, или «ризничим», то есть хранителем городского архива (лат. sacrista Comunis). С 1292 года по распоряжению нового подесты Гульельмо Ламбертини занимался собиранием, систематизацией и переводом поступавших в архив важнейших документов города, впервые объединённых им в рукописный сборник (лат. liber iurium или liber vetus). В 1294 году добился возвращения в Асти ряда важных актов, которые находились у бывшей королевы Франции Маргариты Прованской, включив их затем в свою документальную подборку.
Умер в Асти не ранее 18 апреля 1294 года, даты, которой обрывается его хроника. Имел, как минимум, одного сына Бартоломео.

## Сочинения
В «Хронике Асти» (лат. Chronica civitatis Astensis) Оджерио Альфьери, состоящей из 44 глав, можно выделить две части. Первая начинает изложение с происхождения города Асти, от легендарного основания города вождём галлов Бренном (380 г. до н. э.), до войны Ломбардской лиги с Фридрихом Барбароссой (1174—1179), вторая содержит сообщения с 1180 по 1294 год.
Сохранившиеся главы хроники составлены на литературной латыни сухим и точным языком нотариальных документов, однако порой в них встречаются термины на латыни вульгарной, применяемые к таким понятиям как «Франция» (лат. Francia), «война» (лат. guerra), «четверть» (лат. quarterium), «Синьория» (лат. segnorìa) и др. Опираясь в ранней части на сочинения Тита Ливия, Павла Орозия, Иордана, Павла Диакона и др., а начиная с 1070 года на местную городскую хронику, автор излагает практически все основные события истории Асти, в реальности основанного в 129 году до н. э. на месте поселения лигурийцев в качестве римского военного лагеря для охраны дороги из Рима в Галлию, название которого было связано в легендарной традиции с якобы воткнутым на месте основания копьём полководца Помпея (лат. Hasta Pompeia).
Упомянув о судьбе родного города в «тёмные века», когда его не раз разоряли варвары, а во второй половине VI века сделали центром одного из своих «графств» лангобарды, Альфьери переходит к эпохе Каролингов, когда власть в нём переходит в руки местных епископов. Сообщая о событиях XI века, он рассказывает о войне епископа Асти Оттона (1079—1098) с Аделаидой Туринской, а описывая XII столетие, особо отмечает сожжение примкнувшего к Ломбардской лиге города в феврале 1155 года императором Фридрихом Барбароссой.
Переходя к веку XIII-му, летописец излагает подробности участия местной городской элиты в борьбе гвельфов и гибеллинов, а также противостояния астийцев с Генуей, Миланом, Турином, Альбой, Алессандрией, Салуццо, маркграфами Монферрата, Савойской династией и союзным ей Карлом Анжуйским за политическое влияние и торговое первенство в Пьемонте. Уделив внимание деятельности подеста Асти Оттоне дель Карретто, в 1211—1213 годах воевавшего в союзе с германским королём Фридрихом II и местной коммуной против императора Оттона IV.
Помимо светской и церковной истории самого города, хронист приводит сведения по истории знатнейших домов Асти (итал. Casane astigiane), в том числе собственного семейства Альфьери.
Испытывая заметное удовлетворение от территориальной экспансии, экономического процветания и укрепления дипломатических позиций родного города в первой половине XIII века, Альфьери не забывает отметить и замеченные им признаки будущего упадка, вызванного, по его мнению, как кознями внешних врагов, так и внутренними гражданскими неурядицами, усугубляемыми коррупцией и мздоимством со стороны местной элиты, которая, «делая порою вид, что трудится на пользу города, в реальности устраивала всё так, чтобы ей легче было расхищать солидные суммы из его казны» (гл. 41-я).

## Рукопись и издания
Оригинал хроники Оджерио Альфьери был утрачен, и основным манускриптом, содержащим её, является иллюминированный «Астианский кодекс» (лат. Codex Astensis), датированный последней четвертью XIV века, эпохой Джана Галеаццо Висконти. Этот сборник хроник и исторических документов по истории города с 1065 по 1353 год, получивший также название «Малабаила» (итал. Malabayla), в честь бывшего её владельца историка XVII века аббата Филиппо Малабаила, был обнаружен в 1842 году в Мантуе, откуда поступил в Венский государственный архив. В феврале 1876 года его нашёл там итальянский посол в Австрии Квинтино Селла, пожелавший снять с него копию. Император Франц Иосиф I через своего министра иностранных дел передал Селле рукопись в дар, сославшись на значение её для истории Италии. По возвращении в Рим, Селла передал манускрипт Национальной академии деи Линчеи, опубликовавшей его в 1880—1887 годах. Через четыре года после смерти Селлы его наследники преподнесли кодекс в дар городу Асти, где он хранится доныне в муниципальном архиве, расположенном в палаццо Маццола.
Кодекс состоит из 380 пергаментных листов 435Х305 мм, объединённых в 45 тетрадей, и проиллюстрирован 105 миниатюрами, шесть из которых содержат портреты исторических деятелей (императоров, пап и архиепископов), остальные 99 — различные городские виды. На миниатюрах 19-й и 20-й имеется топографическая карта с изображением 164 городов и замков, принадлежащих Асти, а также окрестных природных видов, рек и ручьёв.
Вопрос о том, положен ли был в основу «Астианского кодекса» сборник, составленный Альфьери в 1292—1294 годах, является дискуссионным, а палеографический анализ его выдаёт работу, как минимум, двух переписчиков. Помимо текста самой «Хроники Асти», в нём имеются копии 991 документа, на некоторые из которых ссылается её автор, в том числе дипломы, привилегии и список земель, принадлежащих городской коммуне Асти.
Хроника Оджерио Альфьери, несмотря на свою краткость и неполную сохранность, не осталась без внимания образованных потомков, пользовавшихся «Астианским кодексом» для своих исторических разысканий. В начале XIV века её продолжил после 1260 года вышеупомянутый летописец Асти Гульельмо Вентура, а около 1460 года к ней сделал прибавление с 1419 по 1457 год местный нотариус Секундино Вентура. В середине XV века астийский поэт и писатель Антонио Астесано пользовался ею при работе над своей поэмой «Carmen de varietate fortunae» (1453), а в середине XVII столетия её обильно цитировал в своих исторических трудах вышеупомянутый учёный цистерцианский аббат Филиппо Малабаила.
Фрагменты хроники Оджерио Альфьери были впервые напечатаны в 1727 году в Милане Лудовико Антонио Муратори в 11-м томе издания «Историки Италии» (лат. Scriptores Rerum italicarum), под редакцией аббата Маласпины, а затем переизданы в 1848 году в Турине в 5-м (III-м) томе многотомника «Памятники истории отечества» (лат. Historiae Patriae Monumenta), выпускавшегося королём Сардинии Карлом Альбертом Савойским. В 1903—1906 годах в Асти выпущен был итальянский перевод, выполненный братьями Оттоленьи под редакцией профессора Винченцо Ратти и др., с приложением некоторых документов из «Астианского кодекса».

## Публикации
- Chronica Astensia ab origine urbis, seu potius ab anno MLXX usque ad annum MCCCXXV, auctoribus Ogerio Alferio, et Guilielmo Ventura; accedunt Historica Quædam ab anno MCCCCXIX usque ad annum MCCCCLVII, auctore Secundino Ventura. Omnia nunc primùm in lucem emergunt ex manuscripto Codice Malaspineo. Additis notis marchionis Abbatis Joseph Malaspinae // Rerum Italicarum Scriptores. — Tomus XI. — Mediolani: Typographia Societatis Palatinae in Regia Curia, 1727. — coll. 139–152.
- Ogerio Alfieri. Fragmenta de Gestium Astesium // Historiae Patriae Monumenta, edita iussu Regis Caroli Alberti. — Tomo V. — Torino: Regio Tipografia, 1848. — coll. 675–696. — (Scriptorum, III).